# 盛田嘉哉
盛田 嘉哉（もりた よしや、 1947年8月21日 - ）は、愛知県常滑市出身の元プロ野球選手である。

## 経歴

### プロ入り前
享栄商業高から本田技研に入社。
しかし、わずか1年足らずで退社し、名城大学に進学したため、愛知大学野球リーグ戦の出場が認められたのは2年生から（当時の連盟規約により1年間選手登録が認められなかったため。）。
同リーグ戦には通算74試合出場、264打数69安打、打率.261、2本塁打、15打点。3年間でリーグ記録となる通算108盗塁を記録（盗塁死はわずかに3）。
ホームスチールも9つほどあったという。1969年春季には同リーグシーズン記録となる28盗塁を記録した。
外野手としてベストナインを2度受賞。
1970年のドラフト会議で中日ドラゴンズから7位で指名され、入団。
名城大学からドラフト指名された第1号のプロ野球選手となった。

### プロ入り後
1971年
開幕時よりウエスタン・リーグで盗塁を量産し、5月25日に1軍へ昇格。
6月7日の対ヤクルトアトムズ戦でプロ初盗塁を記録したが8月11日の対大洋ホエールズ戦で左足3ヶ所を骨折。この後2軍降格となりそのままシーズンを終えた。
1972年
1軍監督が与那嶺要に代わり代走専門の選手を1軍に置かなくなったため出場機会は減少したものの、24試合出場で5盗塁を記録した。
1973年
ウエスタン・リーグ盗塁王を獲得したものの1軍では出場機会には恵まれず1試合のみの出場となった。
1974年
プロ入り後、初めて1軍での出場機会がないままシーズンを終了。この年限りで退団となり現役を引退する。引退後は飲食店を経営した。

## 選手としての特徴・人物
大学時代は打撃も悪くなかったが、入団当時の1軍監督であった水原茂より走塁の専門選手を目指すよう指示されたこともあり、1軍では代走として活躍。プロ4年間で出場した1軍公式戦51試合は全て代走での出場であり、打席に立つことはなかった。一方2軍では打撃や守備での出場も相当数あった。
引退後は名古屋市内で飲食店を2012年まで経営する傍らで、少年野球の指導も行っていた。
現在は、友人の仕事を手伝っているとのこと。
また、1992年公開の映画『ミスター・ベースボール』に中日ドラゴンズのコーチ役として出演している。

## 詳細情報

### 年度別打撃成績
| 年 度     | 球 団     | 試 合 | 打 席 | 打 数 | 得 点 | 安 打 | 二 塁 打 | 三 塁 打 | 本 塁 打 | 塁 打 | 打 点 | 盗 塁 | 盗 塁 死 | 犠 打 | 犠 飛 | 四 球 | 敬 遠 | 死 球 | 三 振 | 併 殺 打 | 打 率 | 出 塁 率 | 長 打 率 | O P S |
| --------- | --------- | ----- | ----- | ----- | ----- | ----- | -------- | -------- | -------- | ----- | ----- | ----- | -------- | ----- | ----- | ----- | ----- | ----- | ----- | -------- | ----- | -------- | -------- | ----- |
| 1971      | 中日      | 26    | 0     | 0     | 8     | 0     | 0        | 0        | 0        | 0     | 0     | 11    | 4        | 0     | 0     | 0     | 0     | 0     | 0     | 0        | ----  | ----     | ----     | ----  |
| 1972      | 中日      | 24    | 0     | 0     | 9     | 0     | 0        | 0        | 0        | 0     | 0     | 5     | 3        | 0     | 0     | 0     | 0     | 0     | 0     | 0        | ----  | ----     | ----     | ----  |
| 1973      | 中日      | 1     | 0     | 0     | 1     | 0     | 0        | 0        | 0        | 0     | 0     | 0     | 0        | 0     | 0     | 0     | 0     | 0     | 0     | 0        | ----  | ----     | ----     | ----  |
| 通算：3年 | 通算：3年 | 51    | 0     | 0     | 18    | 0     | 0        | 0        | 0        | 0     | 0     | 16    | 7        | 0     | 0     | 0     | 0     | 0     | 0     | 0        | ----  | ----     | ----     | ----  |

### 記録
- 初出場：1971年5月26日、対大洋ホエールズ8回戦（中日球場）、11回裏にジョン・ミラーの代走として出場
- 初盗塁：1971年6月7日、対ヤクルトアトムズ6回戦（明治神宮野球場）、9回表に菱川章の代走として出場し二盗（投手：石岡康三、捕手：大矢明彦）

### 背番号
- 47 （1971年 - 1974年）